# Глухув-Дольни
Глухув-Дольни (пол. Głuchów Dolny) — село в Польщі, у гміні Завоня Тшебницького повіту Нижньосілезького воєводства.
Населення — 127 осіб (2011).
У 1975-1998 роках село належало до Вроцлавського воєводства.

## Демографія
Демографічна структура станом на 31 березня 2011 року:
|          | Загалом | Допрацездатний вік | Працездатний вік | Постпрацездатний вік |
| -------- | ------- | ------------------ | ---------------- | -------------------- |
| Чоловіки | 69      | 17                 | 47               | 5                    |
| Жінки    | 58      | 11                 | 39               | 8                    |
| Разом    | 127     | 28                 | 86               | 13                   |